# Eremogone scariosa
Eremogone scariosa är en nejlikväxtart som först beskrevs av Pierre Edmond Boissier, och fick sitt nu gällande namn av J.Holub. Eremogone scariosa ingår i släktet Eremogone och familjen nejlikväxter. Inga underarter finns listade i Catalogue of Life.